# Bernardo Melo Barreto
Bernardo de Melo Barreto Carvalho (Rio de Janeiro, 6 de julho de 1979) é um produtor, roteirista, cineasta e ator brasileiro. Em 2006, foi o protagonista da décima terceira temporada do seriado teen Malhação, onde fez par romântico com Luiza Valdetaro É dono de uma produtora de cinema.

## Filmografia

### Televisão
| Ano  | Título                     | Personagem       | Notas                                 |
| ---- | -------------------------- | ---------------- | ------------------------------------- |
| 2004 | Linha Direta               | João de Deus     | Episódio: "As Cartas de Chico Xavier" |
| 2005 | Começar de novo            | Paulo            | Episódio: "15–16 de fevereiro"        |
| 2006 | Malhação                   | Cauã San Martin  | Temporada 13                          |
| 2007 | Carga Pesada               | Bento            | Episódio: "O Milagre"                 |
| 2007 | O Segredo da Princesa Lili | Guerreiro do Bem | Especial de fim de ano                |
| 2008 | Guerra e Paz               | Pedro            | Episódio: "Manos e Brous"             |
| 2011 | Araguaia                   | Gabriel (jovem)  | Episódio: "3 de março de 2011"        |
| 2014 | Meus Dias de Rock          | Lucas            |                                       |

### Cinema
| Ano  | Título               | Personagem |
| ---- | -------------------- | ---------- |
| 2004 | O Diabo a Quatro     | Cowboy     |
| 2008 | Rinha                | Binho      |
| 2008 | Alucinados           | Maciel     |
| 2012 | Paraísos Artificiais | Patrick    |
| 2016 | Cães Famintos        | Bruno      |

### Como diretor
| Ano  | Título            |
| ---- | ----------------- |
| 2014 | Meus Dias de Rock |
| 2019 | O Buscador        |